# Bergrotheus
Bergrotheus is een geslacht van wantsen uit de familie van de Reduviidae (Roofwantsen). Het geslacht werd voor het eerst wetenschappelijk beschreven door Henri Schouteden in 1913.

## Soorten
Het genus bevat de volgende soort:

- Bergrotheus flaveola (Fairmaire, 1858)